# ロリプラム
ロリプラム(Rolipram)は、選択的ホスホジエステラーゼ阻害薬である。ホスホジエステラーゼ-4、特にPDE-IVBを阻害する。多くのPDE阻害剤と同様に、ロリプラムは抗炎症薬である。また、抗うつ薬としての用途が研究されている。また、抗炎症、免疫抑制、抗腫瘍活性も持ち、様々な硬化症の治療も提案されている。近年の研究では、抗精神病薬の効果も持つことが示されている。動物実験で示されたその他の効果は次の通りである。
- 長期記憶の向上[11]
- 覚醒状態の増加[12]
- 神経防護作用の増加[13][14]
- 軸索再生や脊髄損傷からの機能回復[15]

動物実験により、アルツハイマー病やパーキンソン病の症状改善や脊椎軸索の再生の可能性も示されている。
ロリプラムには、嘔吐やその他の望ましくない効果もある。この点では、ネズミで嘔吐を起こさない程度の服用量でロリプラムの3倍から10倍の記憶改善効果を持つ別のPDE4阻害剤であるGEBR-7bよりも好ましくない。